# Kaplica św. Marka w Łubkach
Kaplica św. Marka w Łubkach – rzymskokatolicka kaplica pod wezwaniem św. Marka znajdująca się w Łubkach
w powiecie tarnogórskim w województwie śląskim. Należy do parafii Narodzenia św. Jana Chrzciciela w Kamieńcu, w dekanacie Pyskowice, w diecezji gliwickiej.
Obiekt figuruje w gminnej ewidencji zabytków Gminy Zbrosławice. 

## Historia
Mała neogotycka kaplica leży na wzniesieniu. Pochodzi z początku XX wieku. W jej wnętrzu na ołtarzu znajduje się figurka św. Jana Nepomucena.